# Landarenca

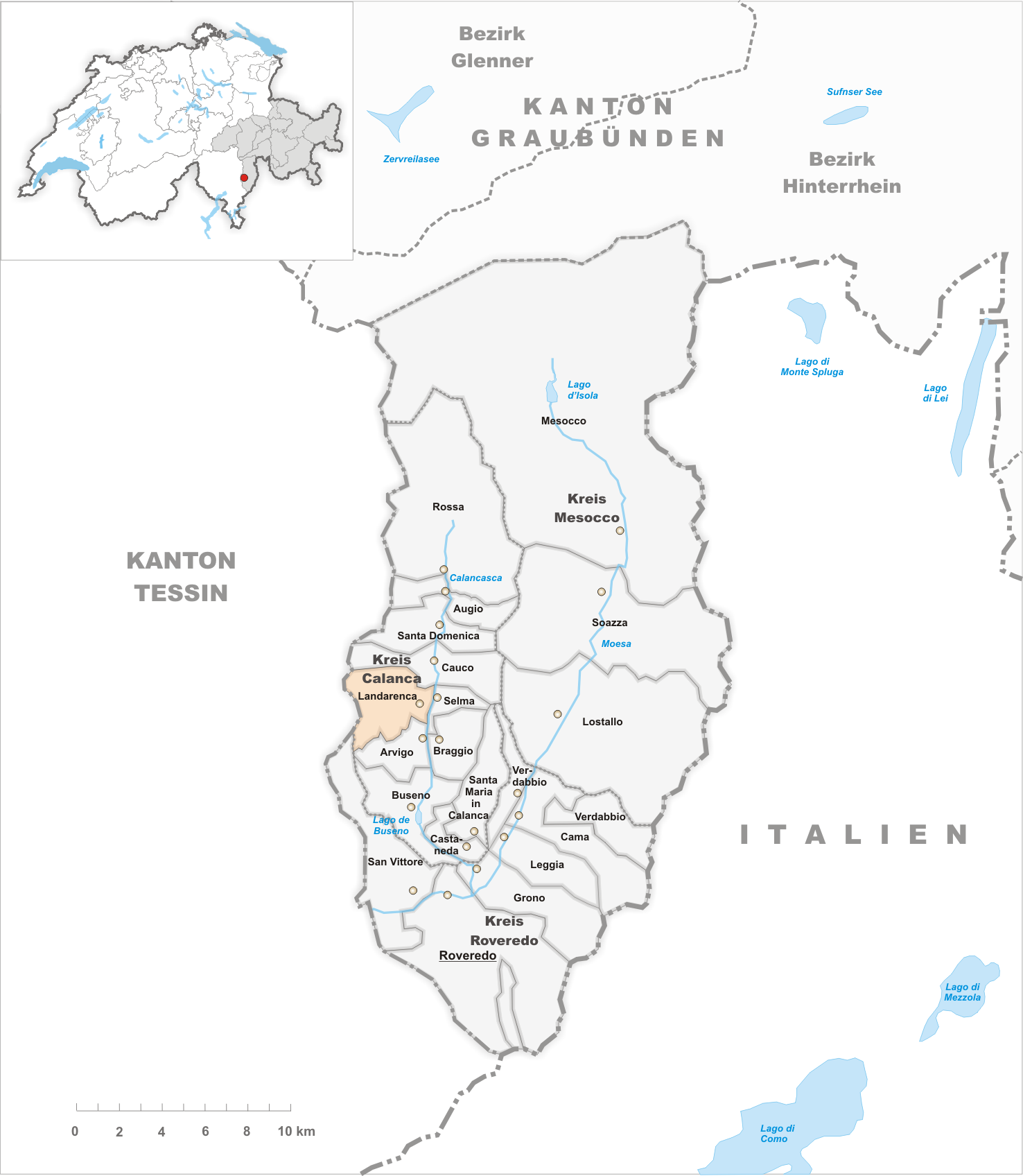
Gemeindestand vor der Fusion am 1. Januar 1980

Landarenca ist eine Fraktion der politischen Gemeinde Calanca im Schweizer Kanton Graubünden.

## Geographie
Landarenca liegt auf einer Höhe von 1272 m ü. M. im unteren Teil des Calancatals auf einer kleinen Terrasse hoch über dem rechten Ufer des Flusses Calancasca und am Ost-Fuss des Pizzo Mottone; 22 km nördlich der Station Bellinzona der Schweizerischen Bundesbahnen. 

## Geschichte
Eine erste Erwähnung findet das Dorf im Jahre 1529 unter dem damaligen Namen Lan Darencha. Landarenca entstand, weil die moderne Alpwirtschaft ein Gemeinwerk erforderte. Das führte dazu, dass die verstreuten Hofsiedlungen aufgegeben und gemeinsam in einem Dorf gewohnt wurde. Das Gemeinwerk in den Dörfern gilt als Wurzel basisdemokratischen Lebens. Seit dem Beitritt des Calancatales zum Schutzbündnis des Grauen Bundes von 1496 und dem Loskauf vom Grafen Gian Giacomo Trivulzio aus Mailand wurde Landarenca von der Bevölkerung autonom verwaltet, wovon der ehemalige Gemeindeversammlungsplatz vor der Kirche mit dem Steintisch zeugt.
1980 fusionierte die bis dahin selbständige Gemeinde Landarenca mit Arvigo. Vorher galt sie während längerer Zeit als kleinste Gemeinde der Schweiz.

## Wappen
Beschreibung: Geteilt von Gold und Rot, in Gold schwebend gleicharmiges rotes Kreuz, in Rot drei goldene Kugeln, 2, 1. Die Wappenfiguren sind die Zeichen der Kirchenpatrone: das Kreuz im oberen Teil des Wappens erinnert an den Heiligen Bernhard von Clairvaux, während die drei Kugeln im unteren Teil das Attribut des Heiligen Nikolaus sind. Die Farben des Wappens beziehen sich auf die Adelsfamilie der Sax.

## Bevölkerung
| Bevölkerungsentwicklung | Bevölkerungsentwicklung | Bevölkerungsentwicklung | Bevölkerungsentwicklung | Bevölkerungsentwicklung | Bevölkerungsentwicklung | Bevölkerungsentwicklung | Bevölkerungsentwicklung | Bevölkerungsentwicklung |
| ----------------------- | ----------------------- | ----------------------- | ----------------------- | ----------------------- | ----------------------- | ----------------------- | ----------------------- | ----------------------- |
| Jahr                    | 1773                    | 1850                    | 1900                    | 1950                    | 1970                    | 1990                    | 1999                    | 2012                    |
| Einwohner               | 117                     | 71                      | 72                      | 37                      | 20                      | 14                      | 10                      | 15                      |

## Sehenswürdigkeiten
Landarenca wurde vom südlichen Dorfteil her erbaut, der von den rauen Nordwinden geschützt ist. Eine Quelle war bis ins 20. Jahrhundert mit Waschbecken und Tiertränke versehen. In der Südecke steht auch das ehemalige Armenhaus. Die Häuser sind strahlenkranzförmig um die Kirche SS. Bernardo und Nicolao (1529 erstmals erwähnt) angeordnet. Ursprünglich wurden die Häuser aus bautechnischen und klimatischen Gründen immer dem Hang entlang gebaut.
In Landarenca gibt es noch einzelne Steindächer aus Lesesteinen, als Zeugen eines inzwischen ausgestorbenen Handwerks. Die traditionellen Holzkreuze auf dem Friedhof sollen die Gleichheit nach dem Tode symbolisieren, und zugleich musste kein Marmor vom Tale hochgetragen werden. Am Bach im Norden des Dorfes stand die Mühle, wo der im Dorf angebaute Roggen gemahlen wurde.
Der kleine Schiessstand des Dorfes wurde mit einer Spende von Batista Margna, dem Schützenkönig des ersten Eidgenössischen Schützenfestes von 1849 in Aarau, errichtet. 1968 gewährte Landarenca als zweite Bündner Gemeinde den Frauen das Stimmrecht.

## Wirtschaft
Heute gibt es nur noch einen Landwirtschaftsbetrieb in Landarenca. Auch hier führt der Rückgang der Landwirtschaft dazu, dass das über Jahrhunderte kultivierte Land verloren geht und durch Hasel-, Erlenbüsche und Waldbäume überwachsen wird. Die übrigen Erwerbstätigen pendeln bis nach Bellinzona.

## Verkehr und Tourismus
Da jedes Bündner Dorf Anspruch auf eine öffentliche Zufahrt hat, entschied sich die Bevölkerung von Landarenca für eine Seilbahn anstatt einer Strasse. Diese wurde 1962 in Betrieb genommen und 2004 in eine vollautomatische Seilbahn mit 24-Stunden-Betrieb umgebaut. Die Seilbahn hatte tiefgreifende Veränderungen zur Folge. Während man früher Kartoffeln anbaute, damit man sie nicht auf dem Rücken hochtragen musste, war es jetzt einfacher sie im Tal zu kaufen.
Dank der Seilbahn ist Landarenca wohl das einzige wirklich autofreie Schweizer Dorf. Landarenca kann von Selma zu Fuss auf einem schmalen Saumweg in 40 Minuten erreicht werden. Es ist Ausgangsort für zahlreiche Wanderungen im Calancatal und für Übergänge ins Tessiner Rivieratal.
Im Dorf gibt es ein Restaurant, und der Wirt betreibt auch die Herberge, die im ehemaligen Schul- und Gemeindehaus eingerichtet wurde.

## Galerie

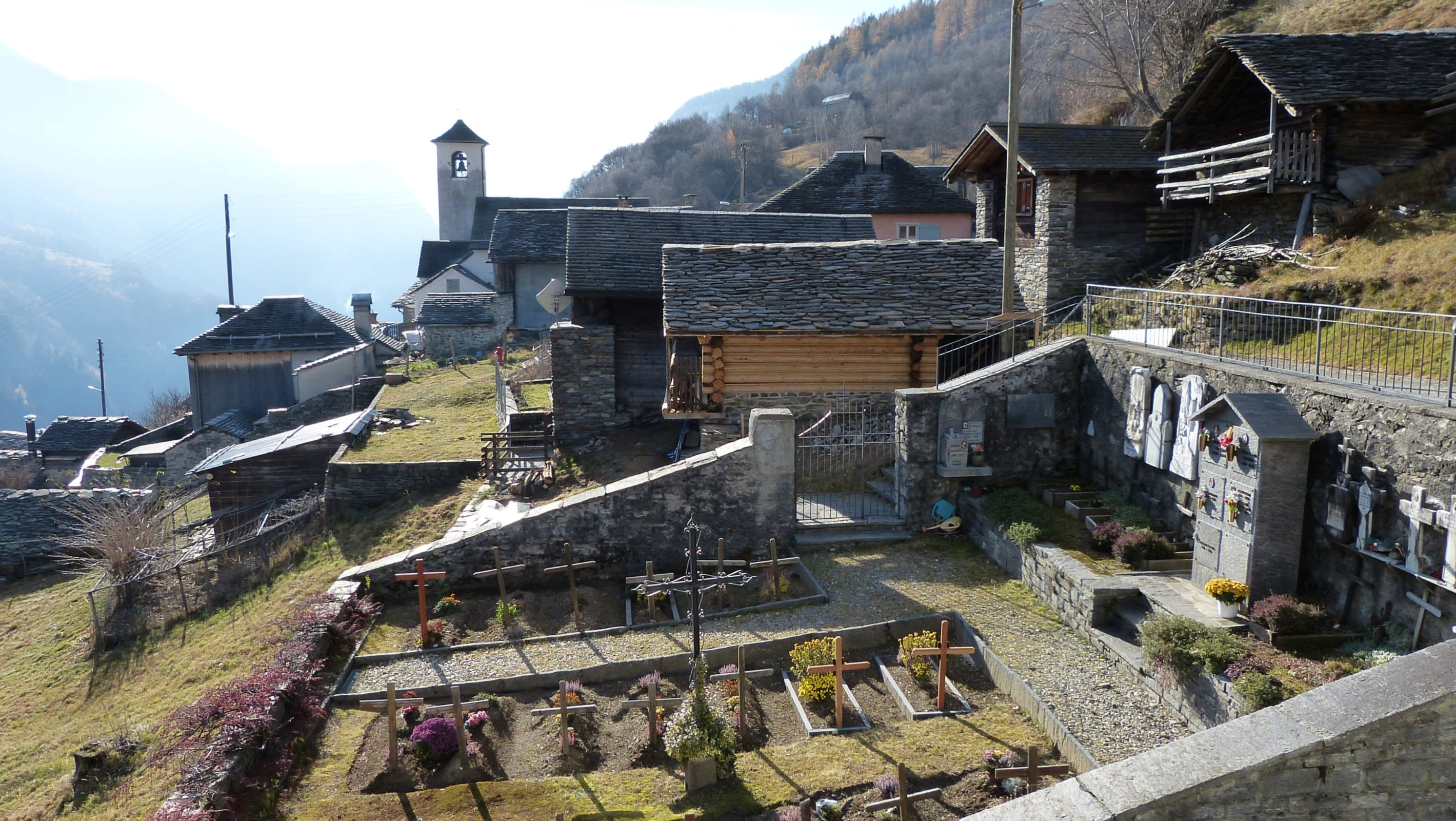
Landarenca, Friedhof
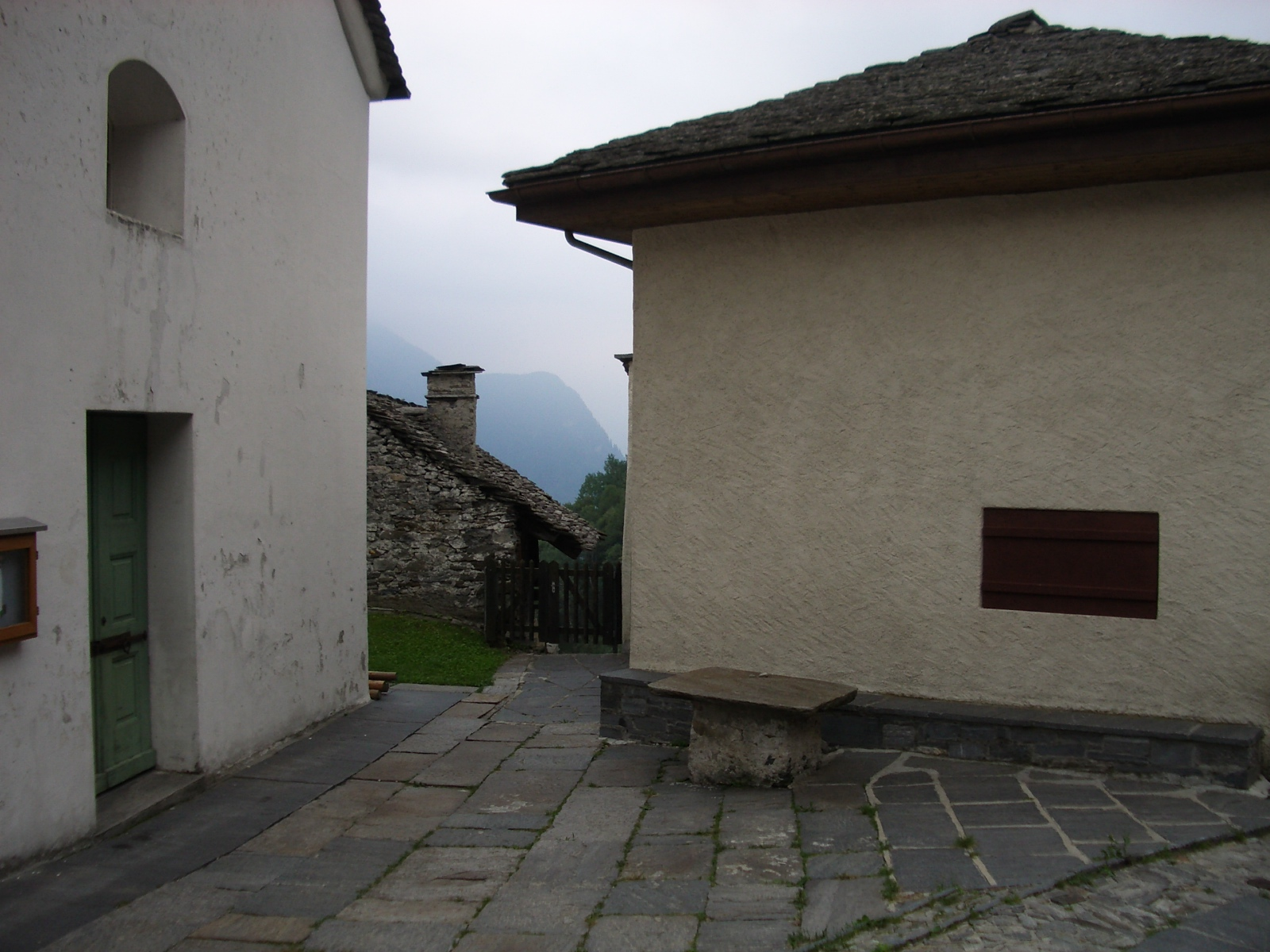
Historischer Gemeindeplatz mit Steintisch für Vorgesetzte
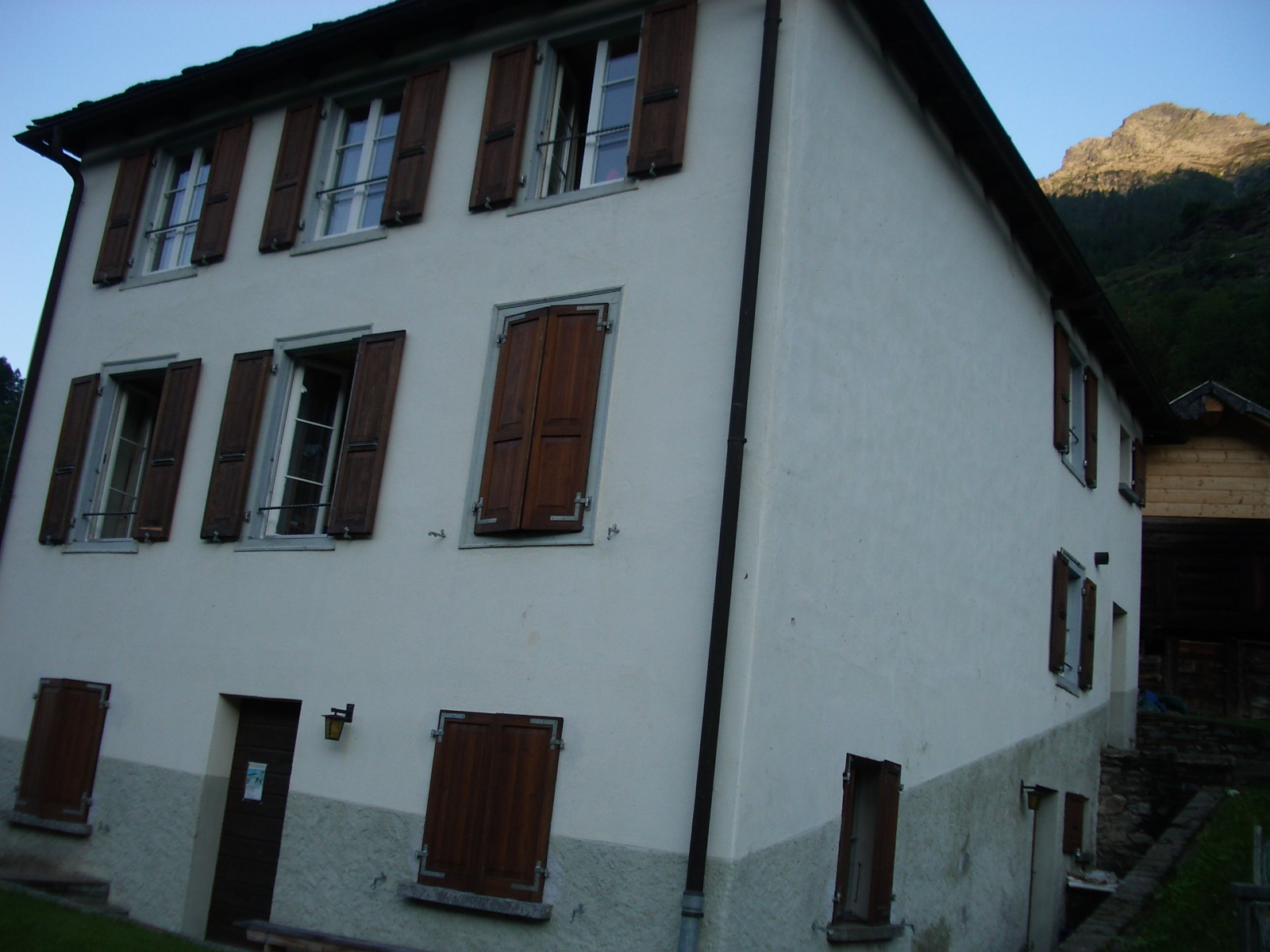
Herberge, ehem. Schul- und Gemeindehaus
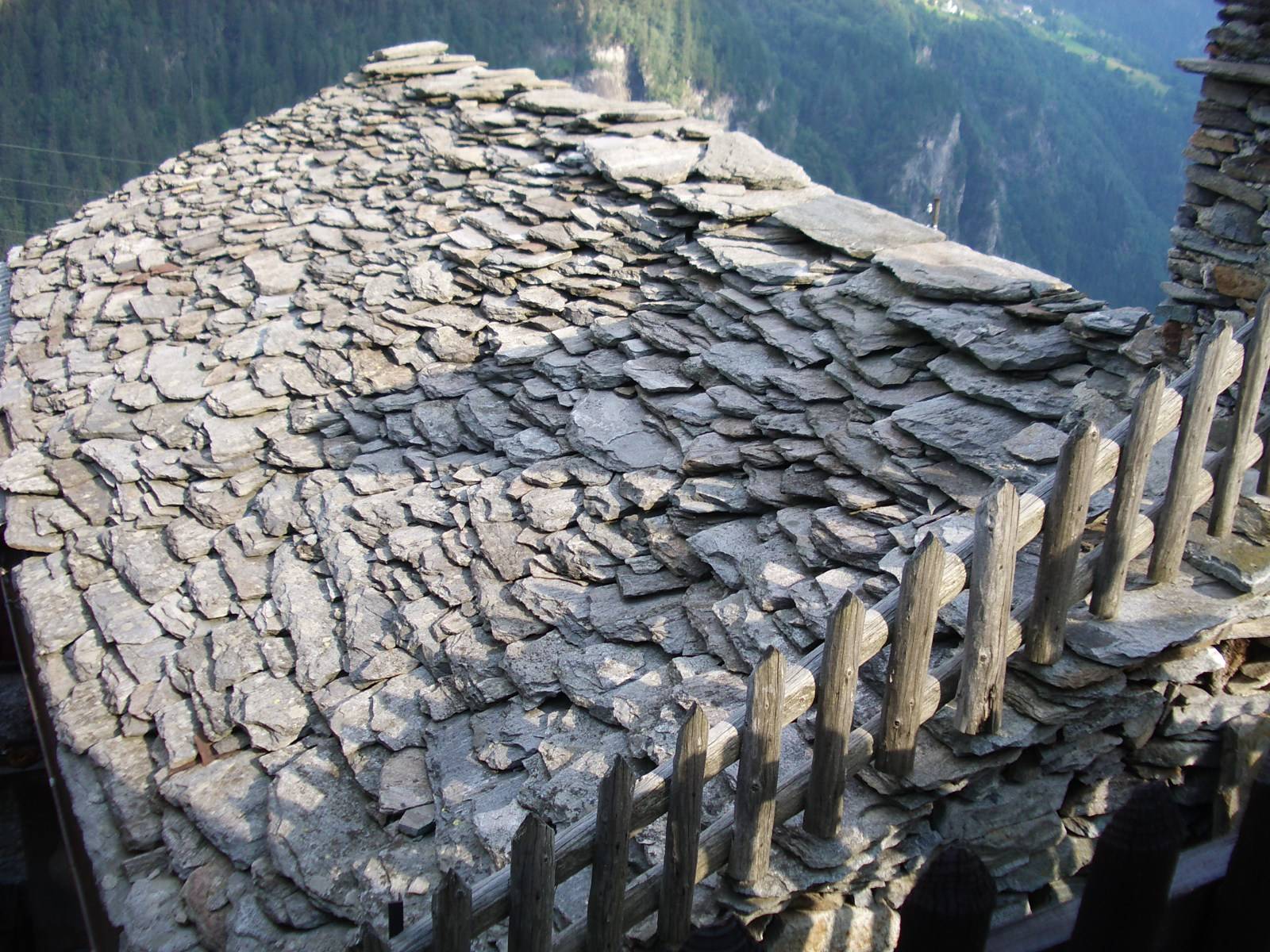
Steindach mit Lesesteinen und Zaun gegen Ziegen
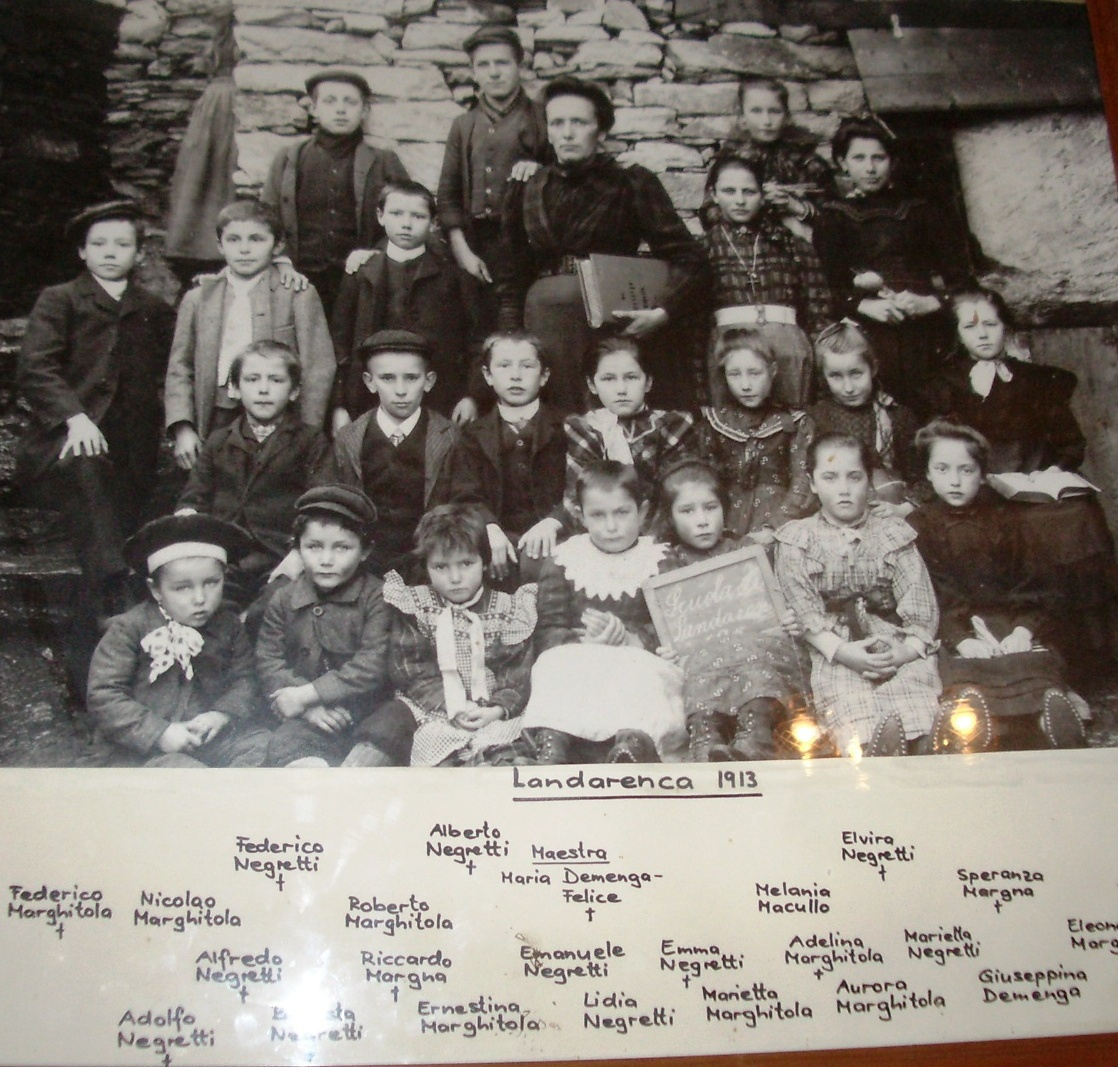
Schüler von 1913